# Carl-Gustaf Kruuse af Verchou
Carl-Gustaf Kruuse af Verchou, född 3 januari 1912 i Varberg, död 22 augusti 1964 i Malmö, var en svensk friherre, balettmästare och koreograf.

## Biografi
Kruuse af Verchou var son till friherre Vilhelm Kruuse af Verchou och hans första hustru Selma Amalia, född Samuelsson. Fadern arbetade som inspektor vid Linders trävaruexport i Varberg. Kruuse af Verchou började i sin ungdom som bland annat sjöman och kom att bli intresserad av den vid tiden så populära steppdansen, vilket gjorde att han sökte sig till balettmästaren Sven Tropps dansskola i Stockholm och fick sedan engagemang vid Casinoteatern. Då det vid denna tid rådde stor brist på manliga balettdansörer i Sverige gavs han 1932 rådet att i övre tonåren (ovanligt sent) söka sig till utbildning vid Kungliga Baletten, vilket han gjorde. Då han sågs som en stor talang antogs han snabbt och snabbutbildades, började medverka vid balettens uppsättningar redan 1934 och avancerade så snabbt som 1936 till premiärdansör och dansade ett stort antal stora roller, ofta i koreografi av Kungliga Balettens Julian Algo och George Gé. 

### Vid Malmöbaletten
1944 erbjöds han att bli balettchef (balettmästare) vid den helt nya Malmöbaletten vid dåvarande Malmö Stadsteater och bygga upp denna från grunden, vilket visade sig vara en krävande uppgift, men han kom att stanna där nästintill resten av sitt liv, i 18 år, då styrelsen bytte ut honom 1962. Under denna tid reste ensemblen på en rad gästspel och turnéer inom Sverige, i nordiska grannländer och Sovjetunionen och växte i skicklighet och betydelse.
Under tiden i Malmö skapade Kruuse flera egna balettverk (även för andra ensembler som Det Kongelige Teaters balett i Köpenhamn), såsom Att leva (1947), den burleska Kolingen (1948) efter Albert Engströms berättelse, Nordisk saga (1950) med musik av Ingvar Wieslander, liksom till Skymningslekar (1954) med libretto tillsammans med teaterns Ingmar Bergman samt Sonat (1961). 
Han hade dessutom ett stort intresse av operett och musikal och skapade många uppmärksammade och originella dansnummer till ett flertal sådana produktioner, så eftertraktade att hans koreografi till och med såldes till ett flertal andra musikalscener (bland annat Oscarsteatern). Redan från start skapade han en intern balettskoledisciplin för dansarna med skiftande bakgrund och 1961 kompletterade han denna med Malmö Stadsteaters Balettelevskola för barn och unga vid teatern.

### Filmkoreograf
Han gjorde dessutom koreografi till tre långfilmer, två av Hasse Ekman och Povel Ramel, och medverkade också tillsammans med sin blivande hustru som dansare i Ingmar Bergmans film Kvinnors väntan (1952).

### Familj
Han var gift första gången 1940–1941 med skådespelaren Marianne Aminoff och andra gången från 1953 med premiärdansösen i Malmö Inga Berggren. 
I augusti 1964 blev han under en cykeltur påkörd av en lastbil och omkom omedelbart. Han är begravd på S:t Jörgens kyrkogård i Varberg.

## Rollfoton

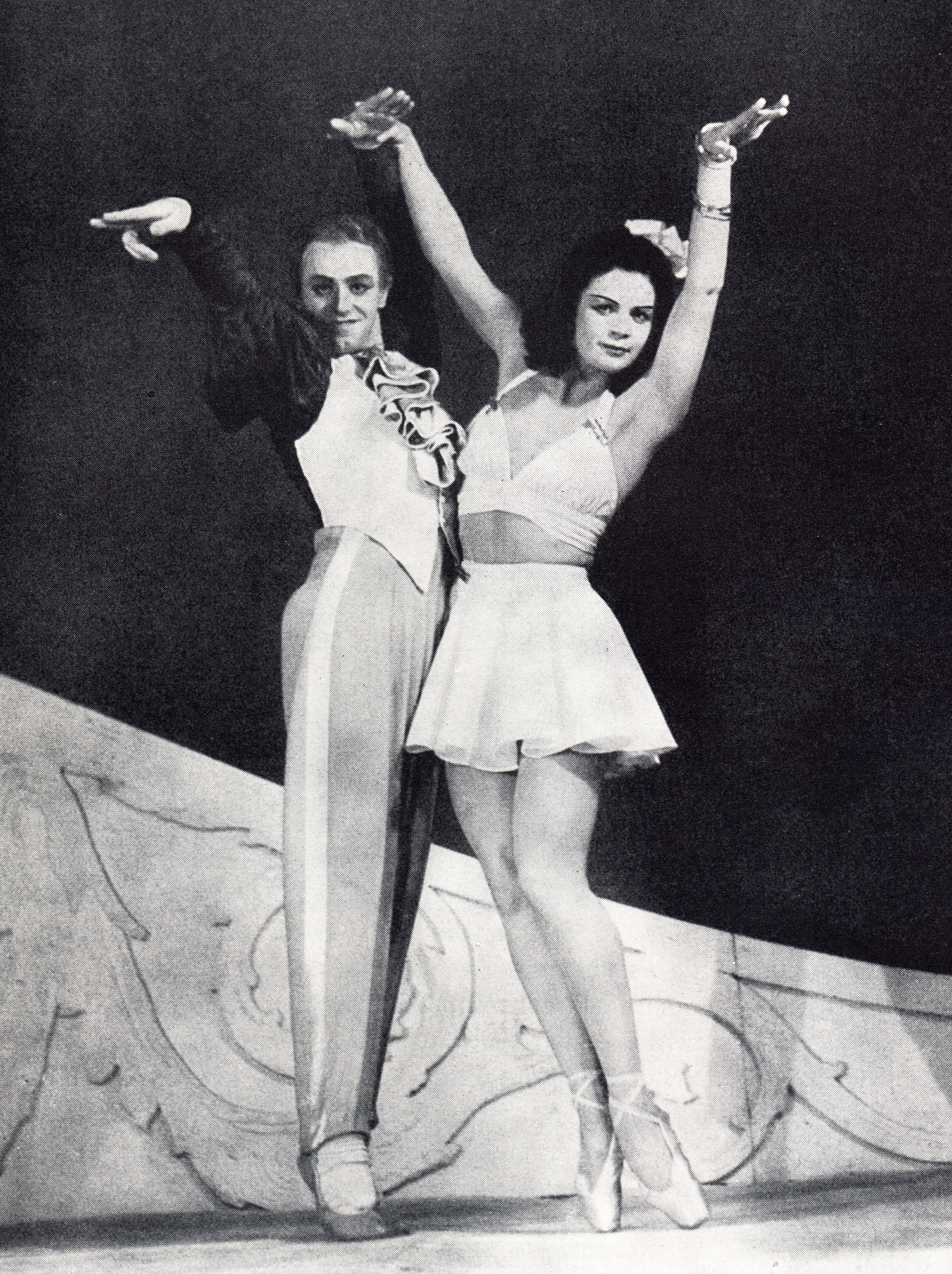
Mot Cissi Olsson i Hollywood Rhythms 1944.

## Filmografi
Koreografi
- 1958 – Den store amatören
- 1956 – Ratataa
- 1943 – En flicka för mej

Roll
- 1952 - Kvinnors väntan

## Teater

### Roller
| År   | Roll    | Produktion                                         | Regi         | Teater        |
| ---- | ------- | -------------------------------------------------- | ------------ | ------------- |
| 1931 | En narr | Lilla Katarina (La Petite Catherine) Alfred Savoir | Ernst Eklund | Komediteatern |

### Koreografi
| År   | Produktion                                                           | Upphovsmän | Regi                       | Teater                           |
| ---- | -------------------------------------------------------------------- | --- | -------------------------- | -------------------------------- |
| 1943 | Folkets hushåll, revy                                                | Harry Iseborg, Karl-Ewert, Fritz Gustaf Sundelöf, Gardar och Esse                                                  | Ragnar Klange              | Folkets hus teater               |
| 1945 | Greven av Luxemburg Der Graf von Luxemburg                           | Franz Lehár, Leo Stein, Alfred Maria Willner och Robert Bodanzky                                                   | Oscar Winge                | Malmö stadsteater                |
| 1945 | Geishan The Geisha, a story of a tea house                           | Sidney Jones, Owen Hall och Harry Greenbank                                                                        | Oscar Winge                | Malmö stadsteater                |
| 1945 | Giuditta                                                             | Franz Lehár, Paul Knepler och Fritz Löhne-Beda                                                                     | Oscar Winge                | Malmö stadsteater                |
| 1946 | Lyckan kommer                                                        | Alf Henrikson | Sam Besekow                | Malmö stadsteater                |
| 1946 | Tolvskillingsoperan Die Dreigroschen Oper                            | Bertolt Brecht och Kurt Weill Översättning Curt Berg                                                               | Sandro Malmquist           | Malmö stadsteater                |
| 1948 | Lycko-Pers resa                                                      | August Strindberg                                                                                                  | Gösta Folke                | Malmö Stadsteater                |
| 1950 | Rose Marie                                                           | Rudolf Friml, Herbert Stothart, Otto Harbach och Oscar Hammerstein Bearbetning Stig Bergendorff och Gösta Bernhard | Sven Aage Larsen           | Oscarsteatern                    |
| 1952 | Kronbruden                                                           | August Strindberg                                                                                                  | Ingmar Bergman             | Malmö stadsteater                |
| 1953 | Saken är Oscar Anything Goes                                         | P.G. Wodehouse, Guy Bolton och Cole Porter Översättning Robert Brendt och Eric Sandström                           | Georg Funkquist            | Oscarsteatern                    |
| 1954 | Glada änkan Die lustige Witwe                                        | Franz Lehár, Leo Stein och Viktor Léon                                                                             | Ingmar Bergman             | Malmö stadsteater                |
| 1954 | Skymningslekar                                                       | Ingmar Bergman och Carl-Gustaf Kruuse af Verchou                                                                   | Ingmar Bergman             | Malmö stadsteater                |
| 1957 | Kärlekskvarett Die hellgelben Handschuhe                             | Willi Kollo Översättning Gösta Rybrant                                                                             | Åke Engfeldt               | Helsingborgs stadsteater         |
| 1957 | Kråkslottet, revy                                                    | Karl Gerhard | Hasse Ekman                | Idéonteatern                     |
| 1957 | Ut med narren! Take the Fool away                                    | J.B. Priestley Översättning Göran O. Eriksson                                                                      | Johan Falck                | Helsingborgs stadsteater         |
| 1957 | Historien om en soldat L'histoire du soldat                          | Igor Stravinskij och Charles-Ferdinand Ramuz Översättning Erik Lindegren                                           | John Zacharias             | Norrköping-Linköping stadsteater |
| 1957 | Pariserliv La Vie parisienne                                         | Jacques Offenbach, Henri Meilhac och Ludovic Halévy Bearbetning Staffan Tjerneld                                   | Soini Wallenius            | Helsingborgs stadsteater         |
| 1958 | Funny Boy, revy                                                      | Hasse Ekman och Povel Ramel                                                                                        | Hasse Ekman                | Idéonteatern                     |
| 1959 | Ung och grön Salad Days                                              | Dorothy Reynolds och Julian Slade Översättning Gösta Rybrant                                                       | Ingrid Luterkort           | Norrköping-Linköping stadsteater |
| 1959 | Fridas visor eller Oscars fyra bekymmer eller En vecka i Lilla Paris | Gösta Sjöberg | Frank Sundström            | Helsingborgs stadsteater         |
| 1960 | Lilla helgonet Mam'zelle Nitouche                                    | Hervé, Henri Meilhac och Albert Millaud Bearbetning Kar de Mumma                                                   | Frank Sundström            | Helsingborgs stadsteater         |
| 1961 | Ung och grön Salad Days                                              | Dorothy Reynolds och Julian Slade                                                                                  | Frank Sundström Jan Hemmel | Helsingborgs stadsteater         |
| 1961 | Den farliga vänskapen La Seconde Surprise de l’amour                 | Pierre de Marivaux                                                                                                 | Frank Sundström            | Uppsala stadsteater              |

### Fotnoter
1. ↑  ”Känd svensk koreograf bildödad”. Dagens Nyheter:  s. 1. 23 augusti 1964. https://arkivet.dn.se/tidning/1964-08-23/228/1. Läst 18 juli 2018.
2. ↑  ”Kruuse af Verchou, Carl Gustaf”. SvenskaGravar.se. http://www.svenskagravar.se/gravsatt/107647357. Läst 19 december 2022.
3. ↑  ”Teater Musik Film: Genrep”. Dagens Nyheter:  s. 14. 18 november 1931. https://arkivet.dn.se/tidning/1931-11-18/314/14. Läst 17 augusti 2025.
4. ↑  Jerome (2 januari 1943). ”Tre revypremiärer: 'Folkets hushåll' på Folkets hus”. Dagens Nyheter:  s. 26. http://arkivet.dn.se/arkivet/tidning/1943-01-02/1/26. Läst 31 januari 2016.
5. ↑  ”Teater Musik Film: 'Greven av Luxemburg' i Malmö”. Dagens Nyheter:  s. 9. 3 februari 1945. https://arkivet.dn.se/tidning/1945-02-03/32/9. Läst 2 november 2019.
6. ↑  ”Teater Musik Film: Operettpremiär i Malmö”. Dagens Nyheter:  s. 14. 1 april 1945. https://arkivet.dn.se/tidning/1945-04-01/87/14. Läst 2 november 2019.
7. ↑  ”Teater Musik Film: 'Giuditta' i Malmö”. Dagens Nyheter:  s. 11. 13 oktober 1945. Arkiverad från originalet den 2 november 2019. https://web.archive.org/web/20191102121546/https://arkivet.dn.se/tidning/1945-10-13/278/11. Läst 2 november 2019.
8. ↑  ”Rose Marie”. Musikverket. http://calmview.musikverk.se/CalmView/Record.aspx?src=CalmView.Performance&id=PERF28682&pos=130. Läst 10 juni 2015.
9. ↑  ”Kronbruden”. Stiftelsen Ingmar Bergman. http://ingmarbergman.se/verk/kronbruden. Läst 17 oktober 2015.
10. ↑  Hl (22 maj 1953). ”Crazy på Oscars”. Dagens Nyheter:  s. 15. http://arkivet.dn.se/arkivet/tidning/1953-05-22/136/15. Läst 11 juli 2015.
11. ↑  ”Glada änkan”. Stiftelsen Ingmar Bergman. http://ingmarbergman.se/verk/glada-%C3%A4nkan. Läst 17 oktober 2015.
12. ↑  ”Skymningslekar”. Stiftelsen Ingmar Bergman. http://ingmarbergman.se/verk/skymningslekar. Läst 17 oktober 2015.
13. ↑  Barbro Hähnel (6 maj 1961). ”'Ung och grön' i Hälsingborg”. Dagens Nyheter:  s. 18. https://arkivet.dn.se/tidning/1961-05-06/121/18. Läst 27 maj 2018.
14. ↑  ”Scenförändringar”. Dagens Nyheter:  s. 20. 3 september 1961. https://arkivet.dn.se/tidning/1961-09-03/238/20. Läst 27 maj 2018.